# 기사라즈시
기사라즈시(일본어: 木更津市)는 일본 지바현 남서부에 있는 시이다. 인구는 약 12만 명으로 지바현 남부 지역에서는 가장 많다.
시 서부는 도쿄만과 접하며, 가나가와현 가와사키시와는 배편으로 연결되어 있었으나 1997년에 도쿄만을 건너는 고속도로 도쿄만 아쿠아라인이 개통되었다. 해안선은 갯벌이 퍼져 있으며, 해수욕은 할 수 없으나 매년 3월부터 8월까지 조개잡이를 즐길 수 있다.

## 지리
보소반도 중서부 도쿄만 기슭에 접하고 있고 현청 소재지인 지바시에서 남서쪽으로 약 30km 떨어져 있다. 도쿄 도심에서 남동쪽으로 30~40km 떨어져 있기 때문에 도쿄 도시권에 포함된다. 남쪽으로 기미쓰시, 북쪽으로 소데가우라시, 동쪽으로 이치하라시, 서쪽으로 도쿄만 너머로 가나가와현 가와사키시와 접하고 도쿄만 아쿠아라인을 통해 서로 연결된다.

## 교통

### 도로
- 도쿄만 아쿠아라인
- 다테야마 고속도로
- 국도 16호선
- 국도 297호선
- 국도 409호선

### 철도
- 동일본 여객철도
  - 우치보선
    - 이와네역 - 기사라즈역

  - 구루리선
    - 기사라즈역 - 기온역 - 가즈사키요카와역 - 히가시키요카와역 - (소데가우라시) - 마쿠타역

- 게이세이 전철
  - 지하라선

- 고미나토 철도
  - 고미나토 철도선

- 게이요 임해철도

## 인구
| 연도 | 인구    | ±%     |
| ---- | ------- | ------ |
| 1950 | 58,065  | —      |
| 1960 | 59,965  | +3.3%  |
| 1970 | 79,956  | +33.3% |
| 1980 | 110,711 | +38.5% |
| 1990 | 123,433 | +11.5% |
| 2000 | 122,768 | −0.5%  |
| 2010 | 129,291 | +5.3%  |

## 기후
| 기사라즈시의 기후                                            | 기사라즈시의 기후 | 기사라즈시의 기후 | 기사라즈시의 기후 | 기사라즈시의 기후 | 기사라즈시의 기후 | 기사라즈시의 기후 | 기사라즈시의 기후 | 기사라즈시의 기후 | 기사라즈시의 기후 | 기사라즈시의 기후 | 기사라즈시의 기후 | 기사라즈시의 기후 | 기사라즈시의 기후 |
| 월                                                           | 1월               | 2월               | 3월               | 4월               | 5월               | 6월               | 7월               | 8월               | 9월               | 10월              | 11월              | 12월              | 연간              |
| ------------------------------------------------------------ | ----------------- | ----------------- | ----------------- | ----------------- | ----------------- | ----------------- | ----------------- | ----------------- | ----------------- | ----------------- | ----------------- | ----------------- | ----------------- |
| 역대 최고 기온 °C (°F)                                       | 19.3 (66.7)       | 23.3 (73.9)       | 24.4 (75.9)       | 26.0 (78.8)       | 32.7 (90.9)       | 34.7 (94.5)       | 36.1 (97.0)       | 37.6 (99.7)       | 35.3 (95.5)       | 31.6 (88.9)       | 25.0 (77.0)       | 23.0 (73.4)       | 37.6 (99.7)       |
| 일평균 최고 기온 °C (°F)                                     | 9.6 (49.3)        | 10.4 (50.7)       | 14.0 (57.2)       | 18.6 (65.5)       | 23.5 (74.3)       | 25.7 (78.3)       | 29.6 (85.3)       | 31.3 (88.3)       | 27.5 (81.5)       | 21.9 (71.4)       | 16.8 (62.2)       | 12.1 (53.8)       | 20.1 (68.1)       |
| 일일 평균 기온 °C (°F)                                       | 5.6 (42.1)        | 6.2 (43.2)        | 9.5 (49.1)        | 13.8 (56.8)       | 18.6 (65.5)       | 21.4 (70.5)       | 25.3 (77.5)       | 26.8 (80.2)       | 23.2 (73.8)       | 18.0 (64.4)       | 12.8 (55.0)       | 8.1 (46.6)        | 15.8 (60.4)       |
| 일평균 최저 기온 °C (°F)                                     | 1.6 (34.9)        | 2.2 (36.0)        | 5.3 (41.5)        | 9.5 (49.1)        | 14.6 (58.3)       | 18.1 (64.6)       | 22.3 (72.1)       | 23.7 (74.7)       | 20.1 (68.2)       | 14.8 (58.6)       | 9.0 (48.2)        | 4.1 (39.4)        | 12.1 (53.8)       |
| 역대 최저 기온 °C (°F)                                       | −5.4 (22.3)       | −3.8 (25.2)       | −1.2 (29.8)       | 0.7 (33.3)        | 8.0 (46.4)        | 10.2 (50.4)       | 15.1 (59.2)       | 16.8 (62.2)       | 12.1 (53.8)       | 7.8 (46.0)        | 0.4 (32.7)        | −2.2 (28.0)       | −5.4 (22.3)       |
| 평균 강수량 mm (인치)                                        | 66.2 (2.61)       | 82.0 (3.23)       | 134.0 (5.28)      | 133.5 (5.26)      | 140.9 (5.55)      | 181.7 (7.15)      | 138.0 (5.43)      | 97.2 (3.83)       | 229.2 (9.02)      | 261.7 (10.30)     | 111.7 (4.40)      | 93.6 (3.69)       | 1,650.7 (64.99)   |
| 평균 강수일수 (≥ 1.0 mm)                                     | 4.9               | 7.4               | 10.0              | 9.3               | 9.0               | 11.4              | 9.8               | 7.4               | 12.1              | 11.5              | 9.5               | 6.5               | 108.8             |
| 평균 월간 일조시간                                           | 185.5             | 149.5             | 174.5             | 177.7             | 197.5             | 135.0             | 165.2             | 207.1             | 132.8             | 124.4             | 139.1             | 169.3             | 1,960.2           |
| 출처: 일본 기상청 (평년값: 2006년~2020년, 극값: 2006년~현재) |                   |                   |                   |                   |                   |                   |                   |                   |                   |                   |                   |                   |                   |

## 대중 매체

### 관련 작품
- 기사라즈 캐츠아이 (2002년 드라마)
- 기사라즈 캐츠아이 일본 시리즈 (2003년 영화)
- 기사라즈 캐츠아이 월드 시리즈 (2006년 영화)

## 자매 도시
- 미국 캘리포니아주 오션사이드(1990년)